# البطولة الجزائرية للرغبي
تجمع البطولة الجزائرية الرغبي، بين 20 ناديًا جزائريًا للرغبي. ينظمه الاتحادية الجزائرية للرغبي. النسخة الأولى للدوري تضم أندية من مختلف مناطق البلاد، على أن تقتصر على الرجبي بسبعة لاعبين.

## التاريخ
أعلن رئيس الاتحاد الجزائري للريكبي، سفيان بن حسن، في نهاية ديسمبر 2016 عن إطلاق النسخة الأولى من بطولة الركبي الوطنية في سبتمبر 2017. وتنقسم فرق الرجبي العشرين الموجودة في الجزائر إلى مجموعتين:
- مجموعة الغرب
  - الملعب الوهراني
  - نادي الركبي سعيد
  - نادي تيارت للرجبي
  - ملعب عين الترك

- مجموعة الشرق
  - نادي الرجبي بجابة
  - النجم الرياضي بسكرة
  - حيدرا
  - سبورتنج لعبة الركبي
  - مولودية بجاية للرجبي

## وصلات خارجية
- الجزائر تستعد لإطلاق النسخة الاولى لدوري الرجبي